# سیلیا لوفسکی
سیلیا لوفسکی (انگلیسی: Celia Lovsky; ۲۱ فوریهٔ ۱۸۹۷ – ۱۲ اکتبر ۱۹۷۹) هنرپیشه اهل ایالات متحده آمریکا بود.
از فیلم‌ها یا برنامه‌های تلویزیونی که وی در آن نقش داشته‌است می‌توان به راپسودی، فرودگاه، بیسکویت سبز، گودال مار، نامه یک زن ناشناس، تعقیب بزرگ، آخرین باری که پاریس را دیدم، بزرگترین داستان عالم، سه سکه در چشمه، توان، جنس مخالف، بلو گاردنیا، کشتار روز ولنتاین، چون برای منی، هارلو، و شال اشاره کرد.